# 尖鰭歧鬚鮠
尖鰭歧鬚鮠，為輻鰭魚綱鯰形目倒立鯰科的其中一種，為熱帶淡水魚，分布於非洲尚比亞坦干伊喀湖流域，體長可達7.9公分，棲息在岩石底質底中層水域，生活習性不明。